# Neither Here Nor There
Neither Here Nor There è un libro dei Melvins, con allegato un CD compilato dalla band stessa, una sorta di "Best of". Il libro ed il CD sono stati pubblicati nel 2004 dalla Ipecac Recordings. Il libro celebra i 20 anni di attività della band. È composto di 228 pagine di foto e illustrazioni, nonché di scritti, principalmente di Buzz Osborne.

## Formazione
- Buzz Osborne - voce, chitarra
- Kevin Rutmanis - basso
- Dale Crover - batteria, cori

## Altri musicisti
- Matt Lukin - basso
- Lori Black - basso
- Joe Preston - basso
- Mark Deutrom - basso
- Mike Dillard - batteria

## Tracce
1. Bar-X-The Rocking M
2. Night Goat
3. Hog Leg
4. The Fool, The Meddling Idiot
5. Revolve
6. Colossus Of Destiny
7. Manky
8. Oven
9. With Teeth
10. If You Get Bored
11. Let It All Be
12. Boris
13. Forgotten Principles
14. Prick
15. Mombius Hibachi
16. At A Crawl
17. Hooch
18. Eye Flys